# Prospero (měsíc)
Prospero (původním označením S/1999 U 3) je jeden z malých vnějších měsíců planety Uran s prográdní oběžnou dráhou. Měsíc Prospero je od planety vzdálen 16 243 000 kilometrů. Jeho průměr není přesně znám, odhaduje se na cca 25 km a hmotnost cca ~2.1×1016 kg, oběžná doba je 1977,29 dne.
Byl objeven 18. července 1999 astrofyzikem Matthewem Holmanem a jeho týmem.
Podobně jako ostatní Uranovy měsíce nese Prospero své jméno podle hlavní postavy z Shakespearovy hry Bouře.